# Kangerosithyris kotomsarensis
Kangerosithyris kotomsarensis är en fjärilsart som beskrevs av Andrzej Wladyslaw Skalski 1992. Kangerosithyris kotomsarensis ingår i släktet Kangerosithyris och familjen äkta malar. Inga underarter finns listade i Catalogue of Life.